# Compsoptera violentaria
Compsoptera violentaria là một loài bướm đêm trong họ Geometridae.